# Spring Day (bài hát)
"Spring Day" (Hangul: 봄날; RR: Bomnal) là một bài hát của nhóm nhạc nam Hàn Quốc BTS trong album tái phát hành của nhóm, You Never Walk Alone (2017). Bài hát được viết bởi "Hitman" Bang, RM, Suga, Adora, Arlissa Ruppert, Peter Ibsen và nhà sản xuất Pdogg. Nó được phát hành dưới dạng tải kỹ thuật số và phát trực tuyến vào ngày 13 tháng 2 năm 2017, là bài hát chủ đề của album. Bản remix của bài hát sau đó đã được phát hành miễn phí thông qua SoundCloud vào ngày 4 tháng 6 năm 2018. Phiên bản tiếng Nhật của bài hát đã được phát hành vào ngày 10 tháng 5 năm 2017, thông qua Universal Music Japan, như một bài hát phụ của album đĩa đơn bao gồm các bài hát như "Blood Sweat & Tears" và "Not Today", cả hai đều bằng tiếng Nhật. Bài hát là một bài hát thuộc thể loại alternative hip hop và pop rock, dựa trên nhạc cụ rock. Lời bài hát xoay quanh các chủ đề mất mát, khao khát, đau buồn và bước tiếp.
Bài hát đã nhận được sự hoan nghênh nhiệt liệt từ các nhà phê bình âm nhạc, những người ca ngợi phần sản xuất, ca từ tình cảm và giọng hát của BTS. "Spring Day" đã nhận được một số giải thưởng, bao gồm Bài hát của năm tại Melon Music Awards năm 2017 và xuất hiện trong danh sách các bài hát K-pop hay nhất cuối thập kỷ của Billboard. Rolling Stone gọi nó là một trong những bài hát của nhóm nhạc nam hay nhất mọi thời đại. Về mặt thương mại, bài hát đã thành công ở Hàn Quốc khi ra mắt ở vị trí số 1 trên bảng xếp hạng kỹ thuật số Gaon và kể từ đó nó đã bán được hơn 2,5 triệu bản tại quốc gia này. Bài hát cũng đạt vị trí số 15 trên bảng xếp hạng Bubbling Under Hot 100 của Billboard.
Video âm nhạc của bài hát do YongSeok Choi làm đạo diễn và được công chiếu vào ngày 12 tháng 2 năm 2017. Lấy cảm hứng từ cuốn tiểu thuyết The Ones Who Walk Away from Omelas (1973) của Ursula K. Le Guin và bộ phim Snowpiercer (2013) của Bong Joon-ho, video khám phá các khái niệm về cái chết, thế giới bên kia và sự khép lại. Hình ảnh được các nhà phê bình đánh giá cao vì tính biểu tượng cao và đã được trao giải Video âm nhạc xuất sắc nhất tại Mnet Asian Music Awards năm 2017. BTS đã quảng bá "Spring Day" với các buổi biểu diễn trực tiếp trên các chương trình âm nhạc khác nhau của Hàn Quốc, bao gồm M! Countdown, Music Bank và Inkigayo. Nó cũng được đưa vào danh sách biểu diễn choThe Wings Tour (2017).

## Bối cảnh và phát hành
BTS đã phát hành album phòng thu tiếng Hàn thứ hai Wings vào tháng 10 năm 2016, đứng ở vị trí số 1  trên Bảng xếp hạng album Gaon của Hàn Quốc và trở thành album bán chạy nhất năm 2016 tại quốc gia này. Sau thành công của Wings vào tháng 1 năm 2017, Big Hit Entertainment đã thông báo rằng phần tiếp theo của album, mang tên You Never Walk Alone, sẽ được tái phát hành. "Spring Day" được xác nhận sẽ được phát hành trong album tái phát hành khi nhóm chia sẻ danh sách bài hát của album. Vào ngày 10 tháng 2 năm 2017, bài hát được công bố là bài hát chủ đề của album. Thành viên RM của nhóm đã tạo ra giai điệu chính của bài hát, do chính anh viết trong khoảng thời gian từ tháng 11 đến tháng 12 năm 2016 trong một lần đi dạo tại công viên sinh thái Saetgang ở Yeouido, lấy cảm hứng từ những chiếc lá khô bị gió thổi bay. "Hitman" Bang, RM, Suga, Adora, Arlissa Ruppert, Peter Ibsen và Pdogg được ghi nhận là nhạc sĩ của "Spring Day", với 7 người đảm nhận khâu sản xuất. BTS đã thu âm bài hát tại Big Hit Studios ở Seoul, Hàn Quốc. Bài hát được điều chỉnh bởi Pdogg, Jeong Wooyeong và Ibsen, trong khi phần hòa âm do James F. Reynolds tại Schmuzik Studios phụ trách.
Big Hit Entertainment phát hành để tải kỹ thuật số và phát trực tuyến ở nhiều quốc gia khác nhau vào ngày 13 tháng 2 năm 2017, với tư cách là bài hát chủ đề của You Never Walk Alone. Phiên bản remix "Brit Rock" của bài hát đã được phát hành miễn phí trên SoundCloud vào ngày 4 tháng 6 năm 2018. Bản remix có phần ghi chú người sáng tác giống hệt với phiên bản gốc, mặc dù "Hitman" Bang đóng vai trò là nhà sản xuất. Một phiên bản tiếng Nhật của bài hát đã được thu âm, phát hành dưới dạng kỹ thuật số thông qua Universal Music Japan vào ngày 10 tháng 5 năm 2017, như bài hát phụ của album đĩa đơn tiếng Nhật thứ bảy của BTS, cùng với các phiên bản của các đĩa đơn tiếng Hàn như "Blood Sweat & Tears" (2016) và "Not Today" (2017). Đĩa đơn được phát hành đồng thời dưới dạng đĩa đơn CD tại Nhật Bản. Lời bài hát cho phiên bản tiếng Nhật của "Spring Day" được viết bởi KM-MARKIT. Sau đó, nó được đưa vào làm ca khúc thứ mười trong album phòng thu tiếng Nhật thứ ba Face Yourself (2018) của nhóm.

## Nhạc và lời bài hát
Nói về khái niệm và ý nghĩa đằng sau "Spring Day" trong một buổi phát sóng trên V Live, RM nói rằng anh đã viết lời bài hát khi nghĩ về những người bạn học cấp 2 và cấp 3 của mình, những người mà anh ấy đã không gặp mặt trong một thời gian dài. RM đã so sánh tâm trạng của bài hát với các đĩa đơn năm 2015 của nhóm như "I Need U" và "Run".

## Đánh giá chuyên môn

### Giải thưởng
"Spring Day" đã giành được giải Bài hát của năm tại Melon Music Awards năm 2017. Nó đã giành được Digital Bonsang tại Golden Disc Awards lần thứ 32. Bài hát cũng đạt được vị trí quán quân trên các chương trình âm nhạc hàng tuần của Hàn Quốc, thu về tổng cộng 4 giải thưởng. Nó cũng đã đạt được giải thưởng phổ biến hàng tuần của Melon trong tuần của ngày 20 tháng 2 năm 2017, nhờ vào thành công đáng kể của bài hát trên các nền tảng kỹ thuật số.
| Chương trình              | Ngày phát sóng      | Nguồn  |
| ------------------------- | ------------------- | ------ |
| Show Champion (MBC Music) | 22 tháng 2, 2017    | [ 18 ] |
| M Countdown (Mnet)        | 23 tháng 2, 2017    | [ 19 ] |
| Music Bank (KBS2)         | 24 tháng 2 năm 2017 | [ 20 ] |
| Inkigayo (SBS)            | 26 tháng 2 năm 2017 | [ 21 ] |

## Video âm nhạc
Video âm nhạc cho "Spring Day" được công chiếu trên kênh YouTube của Big Hit vào ngày 12 tháng 2 năm 2017; trước đó là một đoạn giới thiệu, được phát hành trên cùng một nền tảng vào ngày 9 tháng 2. Video được đạo diễn bởi YongSeok Choi của Lumpens, với WonJu Lee là trợ lý đạo diễn. HyunWoo Nam của GDW được chỉ định là đạo diễn hình ảnh, trong khi Emma SungEun Kim được tín nhiệm với tư cách là nhà sản xuất. HyunSuk Song phục vụ như người chỉ đạo ánh sáng và JinSil Park là giám đốc nghệ thuật. Quá trình quay video âm nhạc diễn ra ở Hwaseong, Yangju và Gangneung. Video được lấy cảm hứng từ tiểu thuyết triết học ngắn năm 1973 của Ursula K. Le Guin, The Ones Who Walk Away from Omelas, cũng như bộ phim Snowpiercer. Video dài 5 phút chứa nhiều biểu tượng và khám phá các khái niệm về "cái chết, thế giới bên kia và sự khép lại."